# Zurückweisung
Die Zurückweisung ist im Ausländerrecht das Abweisen einer Person, die die Grenze eines Landes von außen überschreiten will.

## Grundlagen
Der im Prinzip freie Grenzübertritt innerhalb der Staaten des Europarats ist in der Europäischen Menschenrechtskonvention (1950) verankert, trotzdem hat jeder Staat das Recht, unter gewissen Voraussetzungen Einreisende zurückzuweisen. Gründe für eine Zurückweisung sind Ausweislosigkeit, ansteckende Krankheiten, (wirtschaftliche) Mittellosigkeit, ein nationales oder supranationales Einreiseverbot oder wenn ein Ausweisungsgrund vorliegt. Rechtsmittel haben keine aufschiebende Wirkung (Sofortvollzug).
Dazu gehört auch das Rechtsprinzip, dass die Bitte um die Einreise vor dem Übertritt zu erfolgen hat. Umgesetzt wird das allfällig über das Beantragen eines Visums. Als Sonderfall sind Asylanträge zu sehen, weil Flüchtlinge typischerweise keine Zeit haben, um ein Visum anzusuchen. Für die Europäische Union wird der Grundsatz im Dubliner Übereinkommen (1990), bzw. der Dublin II-Verordnung (1997) auf die ganze EU ausgedehnt. Eine Zurückweisung eines Asylantrags kann allein daher erfolgen, dass ein anderer Staat der EU für dessen Abwicklung zuständig ist. Diese Auswirkung des Zurückweisungsrechts als im Prinzip legitimes Interesse eines Staates (bzw. der EU) auf die Flüchtlingspolitik wird aus humanitärer Sicht kritisch beurteilt.

## Zurückweisungshaft
Nach Auffassung der Bundespolizei vom Juli 2018 ist eine Zurückweisungshaft möglich, wenn unerlaubt einreisende Personen nicht unmittelbar an der Grenze zurückgewiesen werden könnten. Demnach habe der Bundesgerichtshof (BGH) bestätigt, „dass im Fall der vorübergehenden Wiedereinführung von Grenzkontrollen an den Binnengrenzen die Zurückweisung und damit auch die Zurückweisungshaft zulässig sind“. Nach einem BGH-Beschluss vom 12. April 2018 müssten „entgegen der nahezu einhelligen Auffassung im Schrifttum“ dafür keine weiteren Haftgründe vorliegen. Zudem betrachte die jüngste Rechtsprechung Zurückweisungshaft in diesen Fällen als gesetzlichen Regelfall. Einzige Voraussetzung sei, dass die angeordnete Einreiseverweigerung nicht sofort vollzogen werden könne. Dennoch bliebe die „Weisungslage zur Einreiseverweigerung“ seitens der Bundesregierung unberührt, nach der weiterhin von umfassenden Zurückweisungen an der Grenze abgesehen werde.

## Rechtsgutachten
Nach einem Rechtsgutachten des Staatsrechtswissenschaftlers Hans-Jürgen Papier, welche er 2018 für die FDP-Fraktion des Deutschen Bundestages fertigte, ist die Zurückweisung nicht nur rechtlich möglich, sondern zur Wahrung des EU-Rechts auch geboten. Er verneinte, dass sich ein Asylbewerber ein Land innerhalb der EU für seinen Antrag auf Schutz aussuchen könne. Der Antrag dürfe vielmehr nur in dem EU-Land gestellt und geprüft werden, das zuerst betreten werde (Dublin-III-Verordnung). Hierzu verwies er auf den Grundsatz, dass jeder Antrag auf Schutz von „einem“ Mitgliedsstaat geprüft werde, und das Ziel des EU-Asylrechts, eine illegale Weiterreise zu verhindern.
Ein weiteres Rechtsgutachten, das der Staatsrechtswissenschaftler Udo Di Fabio 2016 im Auftrag der Bayerischen Staatsregierung angefertigt hatte, sieht den Bund aus verfassungsrechtlichen Gründen verpflichtet, „wirksame Kontrollen der Bundesgrenzen wieder aufzunehmen, wenn das gemeinsame europäische Grenzsicherungs- und Einwanderungssystem vorübergehend oder dauerhaft gestört ist“.

## Deutschland
Der Begriff der Zurückweisung wird im Eingriffsrecht der Grenzbehörde verwendet. Sie umfasst das Abweisen eines Ausländers an einer internationalen Grenze durch die Bundespolizei.
Die Zurückweisung nach § 15 AufenthG kann erfolgen, wenn der Ausländer unerlaubt einreisen möchte (Abs. 1) oder (Abs. 2)
- wenn ein Ausweisungsinteresse nach §§ 53 Abs. 1, 54 AufenthG besteht,
- Zweck der Einreise nicht den angegebenen Zweck entspricht,
- nur ein Schengen-Visum (§ 6 Abs. 1 Nr. 1 2. Alt. AufenthG) vorgelegt werden kann und der Ausländer im Bundesgebiet einer Erwerbstätigkeit i. S. d. § 4a Abs. 1 u. 2 AufenthG aufnehmen möchte oder
- die Voraussetzungen nach Art. 6 Schengener Grenzkodex (SGK) nicht erfüllt sind.

Jede Zurückweisung an deutschen Grenzen wird im Ausländerzentralregister erfasst und im Reisepass vermerkt (vgl. BRAS 120 Absatz 3.2, Art. 14 Abs. 4 Schengener Grenzkodex). Der Vermerk im Reisepass erfolgt durch das Anbringen des Stempelabdrucks des Einreisestempels und durch das Setzen eines Kreuzes mittels schwarzer, dokumentenechter Tinte. Der Grund der Einreiseverweigerung wird mit einem Buchstaben (A – I) neben den durchgestrichenen Einreisestempelabdruck vermerkt (vgl. Leitfaden für Grenzschutzbeamte Abs. 8.4, Anhang V Teil A Nr. 1 Buchstabe b) Schengener Grenzkodex). Dem Drittstaatsangehörigen wird das Standardformular für die Einreiseverweigerung (Anhang V Teil B Schengener Grenzkodex) mit Angabe des Grunds für die Verweigerung der Einreise ausgehändigt (Anhang V Teil A Schengener Grenzkodex).
Rechtsgrundlagen sind je nach Fall unter anderem Art. 14 Schengener Grenzkodex, § 18, § 18a Asylgesetz und § 15 Aufenthaltsgesetz.

### Stationäre Grenzkontrollen
Stationäre Grenzkontrollen wurden im Zuge der Flüchtlingskrise in Europa 2015/2016 und in ihrem Nachgang von deutschen Politikern als Mittel zur Zurückweisung solcher Migranten vorgeschlagen, die aus einem vermeintlich sicherem Drittstaat, wie einem Staat der Europäischen Union, einreisen um in Deutschland Asyl zu beantragen. Eine tatsächliche Zurückweisung fand jedoch bis zum 7. Mai 2025 nur statt, wenn der Ausländer, der nach Deutschland einreisen wollte, keinen Asylantrag stellen wollte. Gab er an, einen Asylantrag stellen zu wollen, wurde er in eine Erstaufnahmeeinrichtung in Deutschland gebracht. Personen die kein Asyl beantragen wollten, wurden auch nur dann zurückgewiesen werden, wenn Deutschland ein vor 2008 geschlossenes bilaterales Abkommen mit dem Nachbarland hatte, aus dem sie einzureisen versuchen. Seit 7. Mai 2025 werden auch Asylsuchende grundsätzlich zurückgewiesen. Ausnahmen gelten weiterhin für Kinder, Schwangere und vulnerable Gruppen wie Behinderte oder Schwerstkranke. Am 2. Juni 2025 erklärte das Verwaltungsgericht Berlin in drei Eilentscheidungen Zurückweisungen für rechtswidrig, allerdings sei es zulässig, das Verfahren nach der Dublin-III-Verordnung an der Grenze durchzuführen. Da die Eilentscheidungen aber nur für die Antragssteller gelten, ordnete Bundesinnenminister Alexander Dobrindt die Fortsetzung der Zurückweisungen an.